# A Vasas SC 2016–2017-es szezonja
Ez a szócikk a Vasas 2016–2017-es szezonjáról szól. A szezon 2016. július 17-én kezdődött, és 2017 májusában ért véget. A csapat a 14. fordulóig az Illovszky Rudolf Stadionban játszotta a hazai mérkőzéseit, majd a stadionrekonstrukció megkezdését követő két hazai bajnokit a kispesti Bozsik József Stadionban, a 2017-es év hazai mérkőzéseit az újpesti Szusza Ferenc Stadionban rendezték, illetve rendezik. A Tabella alján sikerült a csapatnak végezniük megelőzve a Ferencvárost, ezzel megszerezve a 14. bronzérmét 16 év után.

## Felkészülési mérkőzés
2017. február 8. szerint
| Időpont       | Felkészülési mérkőzés | Ellenfél            | Eredmény | Nézőszám   | Helyszín                          |
| 2016. 08. 03. | Felkészülési mérkőzés | Vecsés              | 0–7      | 100 fő     | Vecsés, Városi Stadion            |
| 2016. 07. 20. | Felkészülési mérkőzés | Siófok              | 0–0      | nincs adat | Telki edzőközpont                 |
| 2016. 07. 13. | Felkészülési mérkőzés | Sztk-Erima          | 9–0      | nincs adat | Illovszky Rudolf Stadion          |
| 2016. 07. 09. | Felkészülési mérkőzés | Dorog               | 4–2      | nincs adat | Illovszky Rudolf Stadion          |
| 2016. 07. 09. | Felkészülési mérkőzés | Vác                 | 3–0      | nincs adat | Illovszky Rudolf Stadion          |
| 2016. 09. 02. | Felkészülési mérkőzés | Szolnok             | 0–2      | 100 néző   | Tiszaligeti stadion               |
| 2016. 09. 05. | Felkészülési mérkőzés | Ikarus BSE          | 1–8      | nincs adat | Bátony utcai Sportpálya           |
| 2016. 10. 05. | Felkészülési mérkőzés | Vác FC              | 2–3      | nincs adat | Dunakeszi, Fóti út 41             |
| 2016. 10. 11. | Felkészülési mérkőzés | Pénzügyőr SE        | 0–5      | nincs adat | Pénzügyőr pasaréti pálya          |
| 2017.01.21.   | Felkészülési mérkőzés | Csepel FC           | 8–0      | 300 néző   | Fáy utca                          |
| 2017.01.25.   | Felkészülési mérkőzés | Nyíregyháza         | 3–1      | 200 néző   | Fáy utca                          |
| 2017.01.28.   | Felkészülési mérkőzés | Pénzügyőr SE        | 4–0      | NA         | Fáy utca                          |
| 2017.01.31.   | Felkészülési mérkőzés | Lipóti Pékség SE    | 1–11     | NA         | Lipóti Futball Center Edzőközpont |
| 2017.02.01.   | Felkészülési mérkőzés | FC Nitra            | 2–0      | NA         | Lipóti Futball Center Edzőközpont |
| 2017.02.02.   | Felkészülési mérkőzés | Mosonmagyaróvári TE | 4–0      | NA         | Lipóti Futball Center Edzőközpont |
| 2017.02.03.   | Felkészülési mérkőzés | FK Mladá Boleslav   | 1–3      | NA         | Lipóti Futball Center Edzőközpont |
| 2017.02.08.   | Felkészülési mérkőzés | SZEOL SC            | 1–1      | NA         | Mészöly Kálmán műfüves pálya      |

## OTP Bank Liga

### Szerzett pontok ellenfelenként
Az OTP Bank Ligában lejátszott mérkőzések és a megszerzett pontok a Vasas SC szemszögéből, 
ellenfelenként bontva, a csapatok nevének abc-sorrendjében.
| Ellenfél            | Eredmény            | Eredmény            | Eredmény     | Eredmény     | Pontok |
| Ellenfél            | Első és második kör | Első és második kör | Harmadik kör | Harmadik kör | Pontok |
| Ellenfél            | Otthon              | Idegenben           | Otthon       | Idegenben    | Pontok |
| ------------------- | ------------------- | ------------------- | ------------ | ------------ | ------ |
| Budapest Honvéd FC  | 2 – 0               | 1 – 2               | 1 – 0        | —            | 6      |
| Debreceni VSC       | 3 – 1               | 2 – 1               | 2 – 3        | —            | 6      |
| Diósgyőri VTK       | 3 – 0               | 1 – 1               | —            |              | 4      |
| Ferencvárosi TC     | 2 – 2               | 2 – 1               | —            | 1 – 2        | 7      |
| Gyirmót FC          | 1 – 1               | 0 – 1               | —            |              | 1      |
| Mezőkövesd-Zsóry FC | 4 – 0               | 2 – 0               |              | —            | 6      |
| MTK Budapest FC     | 3 – 2               | 1 – 0               | —            | 0 – 1        | 6      |
| Paksi FC            | 1 – 0               | 0 – 1               |              | —            | 3      |
| Swietelsky Haladás  | 2 – 3               | 0 – 1               | —            |              | 0      |
| Újpest FC           | 0 – 1               | 2 – 2               | 2 – 3        | —            | 1      |
| Videoton FC         | 1 – 1               | 2 – 1               | —            | 1 – 2        | 7      |

### Első kör
| 1. forduló 2016. július 17., vasárnap 18:00 |

| MTK      | 0 – 1               | Vasas SC                      |
| -------- | ------------------- | ----------------------------- |
| Poór 55' | (0 – 0) Jegyzőkönyv | Ádám 56' Berecz 5' Remili 75' |

| Dunaferr Aréna, Dunaújváros Nézőszám: 1 638 Játékvezető: Farkas Ádám (magyar) |

| 2. forduló 2016. július 24., vasárnap 18:00 (tv: M4 Sport) |

| Vasas SC                                                                    | 3 – 1               | Debreceni VSC–Teva           |
| --------------------------------------------------------------------------- | ------------------- | ---------------------------- |
| Ádám (1–1) 54' Vaskó (2–1) 85' • (3–1) 88' Korcsmár 32' Berecz 52' Vida 57' | (0 – 1) Jegyzőkönyv | 33' (0–1) Ferenczi 64' Tisza |

| Illovszky Rudolf Stadion, Budapest Nézőszám: 2 692 Játékvezető: Bognár Tamás (magyar) Asszisztensek: Theodoros Georgiou és Becséri Gergely |

Debreceni VSC: Verpecz — Nagy (Mészáros N.  41'), Brkovics, Szatmári, Ferenczi — Ludánszki, Varga  (Tisza  45') — Mészáros K. (Bereczki  65'), Szekulics, Horváth — Kulcsár · Fel nem használt cserék: Radosevics (kapus), Dzselmics, Takács, Kinyik · Vezetőedző: Kondás Elemér
Az első félidőben a Vasas tett többet a gólszerzés érdekében, de csak kapufáig jutott el, míg a DVSC–Teva szinte helyzet nélkül szerzett vezetést, a 34. percben Ferenczi János szabadrúgását követően a sorfalról lepattant a labda, Ferenczi 24 méterről ismételt, és kilőtte a bal alsó sarkot (0–1). A második félidőben csak a Vasason látszott, hogy szeretne gólt szerezni, a Debrecen az előnyét védte, de csak az 54. percig tudta megúszni a kapott gólt. Ekkor Pavlov a bal oldalról ívelt a kapu elé, a hosszú oldalon érkező Ádám Martin pedig 4 méterről a bal sarokba fejelt (1–1). Az egyenlítés után maradt a Vasas-fölény, de a 65. percben a Loki is lőtt egy kapufát. A hajrá egyértelműen az angyalföldieké volt, a 85. percben Remili jobb oldali szögletét követően a csereként beállt Vaskó Tamás fejelt a jobb alsó sarokba (2–1), majd a 88. percben ugyanez volt a forgatókönyv: jobb oldali Remili sarokrúgás, Vaskó-fejes, és a labda ismét a kapu jobb oldalában kötött ki (3–1), így alakult ki a végeredmény.
Holtversenyben az első helyen állunk a Ferencvárossal. Bár ez a győzelem azért is örömteli, mert tizenöt év után győztük le a Debrecent. Jól kezdtük a szezont, de egyelőre a két győzelem semmit sem jelent. Korai még arról beszélni, hogy ez a Vasas jobb lesz-e, mint az előző idényben volt, de az biztos, két meccs után több pontunk van, mint tavaly ilyenkor, és a csapategység is jobb. Futballistáink az összjátékban is sokat javultak. Szerkezetváltozás nem várható, Vaskó Tamást azért küldtem pályára, mert számítottam a magassági fölényünkre, és ez bevált.
Egyértelműen hosszú és nehéz volt ez a hét. Nem vagyunk könnyű helyzetben, ez az eredményeinken is látszik. Arról, hogy veszélyben érzem-e az állásomat, talán nem engem kellene kérdeznie, és nem a nyilvánosság előtt. Nem egyszerű elemezni a meccs után, mert vezetést szereztünk, a második félidőben a kapufát is eltaláltuk, néhány perc alatt mégis vereséget szenvedtünk. A Vasas a hajrában kihasználta magassági fölényét, mert bár Vaskó Tamás az NB I legjobban fejelő hátvédje, az első gólnál Ferenczi János, a másodiknál pedig Mészáros Norbert sem volt képes megakadályozni a gólszerzésben.
| Csapat   | Labdabirtoklás | Lövés | Kaput talált lövés | Gól | Szöglet | Szabálytalanság | Les | Sárga lap | Piros lap | Pontos passz | Megnyert párharc |
| -------- | -------------- | ----- | ------------------ | --- | ------- | --------------- | --- | --------- | --------- | ------------ | ---------------- |
| Vasas    | 37:23 (64,47%) | 15    | 7                  | 3   | 8       | 8               | 2   | 3         | 0         | 590 (85,26%) | 97 (62,18%)      |
| Debrecen | 20:36 (35,53%) | 7     | 3                  | 1   | 1       | 14              | 1   | 1         | 0         | 192 (67,84%) | 59 (37,82%)      |

- A Vasas tavaly két vereséggel, most két győzelemmel kezdte a bajnoki idényt.
- A piros-kékek a legutóbbi négy bajnoki mérkőzésüket megnyerték, e 360 perc alatt mindössze egy gólt kaptak.
- 2016-ban a Vasas másodszor szerzett bajnoki meccsen három gólt, április 2-án az Újpestet 3-2-re verte meg.
- A csereként beállt Vaskó Tamás a bajnoki pályafutása során 2007 áprilisában szerzett a mostani előtt egy mérkőzésen két gólt. Akkor a Paks ellen duplázott.
- Ádám Martin mindkét bajnoki fordulóban gólt szerzett. A Vasas mindhárom gólja, így az övé is fejesből esett a DVSC-Teva ellen.
- A DVSC-Teva az immár szokásos rossz bajnoki kezdését produkálja, még nyeretlen. Három gólt legutóbb idegenbeli bajnokin 2015 novemberében, a Ferencváros ellen kapott.
- Ferenczi János 2015. május 31., az ETO FC Győr debreceni kiütése óta először szerzett gólt az élvonalban.[9]

| 3. forduló 2016. július 31., vasárnap 18:00 |

| Videoton FC                                      | 1 – 2               | Vasas SC                                                                    |
| ------------------------------------------------ | ------------------- | --------------------------------------------------------------------------- |
| Vinícius 94' Szolnoki 25' Simon 53' Vinícius 72' | (0 – 0) Jegyzőkönyv | Korcsmár 70' Pavlov 81' Debreceni 16' Szivacski 31' Korcsmár 56' Berecz 76' |

| Pancho Aréna, Felcsút Nézőszám: 1 901 Játékvezető: Kassai Viktor (magyar) |

| 4. forduló 2016. augusztus 6., szombat 20:30 |

| Vasas SC   | 0 – 1               | Újpest FC                                                        |
| ---------- | ------------------- | ---------------------------------------------------------------- |
| Berecz 51' | (0 – 0) Jegyzőkönyv | Bardhi 85' Kecskés 30' Cseke 32' Lázok 65' Bardhi 84' Balázs 93' |

| Illovszky Rudolf Stadion, Budapest Nézőszám: 1 901 Játékvezető: Solymosi Péter (magyar) |

| 5. forduló 2016. augusztus 13., szombat 20:30 |

| Ferencvárosi TC                                | 1 – 2               | Vasas SC                                                                 |
| ---------------------------------------------- | ------------------- | ------------------------------------------------------------------------ |
| Trinks 45+1' Dilaver 12' Trinks 20' Nalepa 93' | (1 – 1) Jegyzőkönyv | Vaskó 28' Pavlov 89' Ádám 32' Nagy 63' Hangya 76' Szivacski 83' Vida 93' |

| Groupama Aréna, Budapest Nézőszám: 6 843 Játékvezető: Iványi Zoltán (magyar) |

| 6. forduló 2016. augusztus 17., szerda 19:00 |

| Vasas SC                                  | 2 – 0               | Budapest Honvéd FC               |
| ----------------------------------------- | ------------------- | -------------------------------- |
| Berecz 28' Remili 73' Ádám 48' Osváth 70' | (1 – 0) Jegyzőkönyv | Holender 15' Bobál 47′ Eppel 69' |

| Illovszky Rudolf Stadion, Budapest Nézőszám: 4 375 Játékvezető: Andó-Szabó Sándor (magyar) |

| 7. forduló 2016. augusztus 21., vasárnap 18:00 |

| Diósgyőri VTK                | 1 – 1               | Vasas SC               |
| ---------------------------- | ------------------- | ---------------------- |
| Bacsa 35' Elek 67' Lázár 92' | (1 – 1) Jegyzőkönyv | Ádám 37' Szivacski 61' |

| DVTK-stadion, Miskolc Nézőszám: 2 873 Játékvezető: Erdős József (magyar) |

| 8. forduló 2016. szeptember 10., szombat 18:00 |

| Vasas SC                                    | 1 – 0               | Paksi FC               |
| ------------------------------------------- | ------------------- | ---------------------- |
| Kulcsár 33' Korcsmár 32' Ádám 27' Vaskó 89' | (1 – 0) Jegyzőkönyv | Kecskés 7' Lenzsér 31' |

| Illovszky Rudolf Stadion, Budapest Nézőszám: 3 612 Játékvezető: Vad II István (magyar) |

| 9. forduló 2016. szeptember 17., szombat 18:30 |

| Swietelsky Haladás                                     | 1 – 0               | Vasas SC                                  |
| ------------------------------------------------------ | ------------------- | ----------------------------------------- |
| Iszlai 62' Iszlai 21' Iszlai 38' Rózsa 88' Bošnjak 93′ | (0 – 0) Jegyzőkönyv | Debreceni 18' Vida 21' Vida 90' James 93' |

| Soproni Városi Stadion, Sopron Nézőszám: 2 136 Játékvezető: Berke Balázs (magyar) |

| 10. forduló 2016. szeptember 21., szerda 19:00 |

| Gyirmót FC Győr                                                | 1 – 0               | Vasas SC                           |
| -------------------------------------------------------------- | ------------------- | ---------------------------------- |
| Filkor 51' Bojović 44' Achim 58' Novák 64′ Jancsó 73' Nagy 83' | (0 – 0) Jegyzőkönyv | James 49' Szivacski 69' Remili 79' |

| Alcufer stadion, Győr Nézőszám: 1 400 Játékvezető: Berke (magyar) |

| 11. forduló 2016. szeptember 24., szombat 18:00 |

| Vasas SC                                        | 4 – 0               | Mezőkövesd-Zsóry FC     |
| ----------------------------------------------- | ------------------- | ----------------------- |
| Ádám 43' Ádám 50' Vaskó 88' Berecz 63' Vida 91' | (1 – 0) Jegyzőkönyv | Hudák 49' Mevoungou 84' |

| Illovszky Rudolf Stadion, Budapest Nézőszám: 2 832 Játékvezető: Solymosi Péter (magyar) |

### Második kör
| 12. forduló 2016. október 15., szombat 18:00 |

| Vasas SC                                                                                | 3 – 2               | MTK Budapest FC                                                       |
| --------------------------------------------------------------------------------------- | ------------------- | --------------------------------------------------------------------- |
| Ádám 33', (1–1) 18' Sağlık (2–2) 23' * (3–2) 31' Ádám 33' Berecz 80′, 89′ Kulcsár 90+1' | (3 – 2) Jegyzőkönyv | 4' (0–1) Vadnai 21' (1–2) Torghelle 38' Vogyicska 42' Vass 44' Vukmir |

| Illovszky Rudolf Stadion, Budapest Nézőszám: 3 754 Játékvezető: Vad II István (magyar) |

| 13. forduló 2016. október 22., szombat 17:30 (tv: M4 Sport) |

| Debreceni VSC                                | 1 – 2               | Vasas SC                         |
| -------------------------------------------- | ------------------- | -------------------------------- |
| Holman (1–1) 51' Castillion 71' Tőzsér 90+6' | (0 – 1) Jegyzőkönyv | 45' (0–1) Murka 56' (1–2) Sağlık |

| Nagyerdei stadion, Debrecen Nézőszám: 3 723 Játékvezető: Erdős József (magyar) Asszisztensek: Tóth II. Vencel és Szalai Balázs |

Eseménytelen első félórát láthatott a közönség, helyzetek, sőt kapura lövés nélkül. Az utolsó negyedórában aztán megélénkült a játék, és előbb kimaradt egy debreceni ziccer, majd a végén Murka Benedek révén megszerezte a vezetést a listavezető. A második félidőt lendületesen kezdték a hazaiak, s ennek rövidesen eredménye is lett, hiszen néhány perc elteltével egyenlítettek. Hamar visszavette azonban a vezetést a Vasas, amely a folytatásban ugyan időnként beszorult a saját kapuja elé, de ellentámadásaival többször is veszélyes helyzetet alakított ki. A DVSC hiába játszott fölényben, a hajrában a legnagyobb lehetőségét is kihagyta, és így a szezonban már harmadik vereséget szenvedte el hazai pályán.
Először is szeretnénk megköszönni a kilátogató nézőknek, hogy támogatták a csapatot. A meccs magas színvonalú volt, két küzdőszellemű együttes találkozott. Elveszítettünk egy labdát, a Vasas ebből szerezte meg a vezetést, még a szünet előtt. Az egyenlítésünk után pár perc elteltével megint gólt kaptunk. Ezután megvoltak a lehetőségeink az újabb egyenlítésre, ám ezekkel nem tudtunk élni. A Vasas hatékonyabban gazdálkodott a helyzeteivel, de becsülöm azt, ahogyan a játékosok harcoltak, küzdöttek, ez lesz a jövő útja. Nincs kétségem afelől, hogy jobbak vagyunk annál, amit mutattunk, a helyzeteket azonban ki kell használni, hatékonyabbnak kell lennünk. A „légiósszabály" kapcsán: a legfontosabb, hogy megnyerjük a meccseket, a szakmai szempontok fontosabbak a bónuszpénzeknél.
Természetesen rendkívül boldog vagyok a győzelem miatt, főleg annak fényében, hogy az előző két nap nem úgy telt, ahogy azt egy edző elképzeli. Nem mondanám, hogy átok van rajtunk, viszont nem az első eset, hogy a meccs előtti utolsó edzésen sérül meg egy játékosunk. Ezúttal Ádám Martin. Most még két gyomorfertőzéses esetünk is volt, Remili Mohamed és Vida Máté személyében, illetve Berecz el volt tiltva. Ez komoly kihívást jelentett, de végül gyorsan döntöttem, így megerősítettem a középpályánkat Korcsmár Zsolt és Czvitkovics Péter beállításával. Tudtuk, hogy a Debrecen nagy nyomás alatt tudja tartani az ellenfelet, emiatt nem volt szabad elveszíteni a rendezettségünket. Meg kell jegyeznem, hogy két fiatal futballistánk, Murka Benedek és Kleisz Márk minden várakozást felülmúlóan teljesített. Olyan biztonságot adtak a játéknak, ami talán nem volt előzetesen elvárható. A két gól stratégiailag fontos pillanatokban született. Az első a félidő vége előtt, ami pszichológiai előnyt jelentett. A szünetben mondtam a játékosaimnak, hogy Holmanra vigyázzanak, nem szabad sok helyet hagyni neki. Az okát a debreceni gólnál látni lehetett. Erre azonban gyorsan megadtuk a megfelelő választ. A későbbi kontrák koncentráltabb kihasználásával akár növelhettük volna az előnyünket. Külön meg kell jegyeznem, hogy sportszerű mérkőzést láthattunk, ahol a játék folyamatosságát biztosította a játékvezető. Szép győzelmet arattunk.
| Csapat   | Labdabirtoklás | Lövés | Kaput talált lövés | Gól | Szöglet | Szabálytalanság | Les | Sárga lap | Piros lap | Pontos passz | Megnyert párharc |
| -------- | -------------- | ----- | ------------------ | --- | ------- | --------------- | --- | --------- | --------- | ------------ | ---------------- |
| Debrecen | 28:06 (50,72%) | 16    | 6                  | 1   | 4       | 16              | 2   | 2         | 0         | 415 (81,85%) | 97 (49,24%)      |
| Vasas    | 27:18 (49,28%) | 12    | 5                  | 2   | 6       | 12              | 3   | 1         | 0         | 364 (81,80%) | 100 (50,76%)     |

- A Vasas közel tizenhat év, 2000 novembere után győzött ismét bajnoki találkozón idegenben a DVSC ellen.
- A piros-kékek a legutóbbi hat idegenbeli bajnoki mérkőzésükön mindig kaptak egy gólt. A Videotont, a Ferencvárost és a Debrecent, a legutóbbi három bajnokot így is legyőzték.
- Michael Oenning legénysége a mostani előtt három találkozón nyeretlen maradt vendégként.
- A 19 éves Murka Benedek először játszott végig élvonalbeli bajnoki mérkőzést. Első góljával ünnepelte. Mahir Saglik a legutóbbi két fordulóban három gólt szerzett.
- Holman Dávid a tavaszi idény elején a Vasas elleni találkozón mutatkozott be a Lokiban. Szombaton a harmadik gólját érte el a 2016–2017-es bajnoki idényben (korábbi bajnoki találatait a 8. fordulóban az Újpest illetve a 11. fordulóban a Diósgyőr ellen szerezte).
- A DVSC-Teva ötödször játszott Leonel Pontes irányításával hazai bajnokit. A mérleg: egy győzelem, egy döntetlen, három vereség.
- Az elmúlt tíz teljes bajnoki szezonból mindössze kettőben szenvedett többször hazai vereséget a DVSC a mostani háromnál. Félre értés ne essék: nem az első 13 fordulóban, hanem a teljes idényben. Tavaly ősszel decemberben kapott ki harmadszor, a 2012–2013-as idényben pedig márciusban. Az összes többit kettő vagy egy vereséggel, illetve a 2011–2012-est veretlenül zárta pályaválasztóként.[12]

| 14. forduló 2016. október 29., szombat 18:00 (M4 Sport) |

| Vasas SC                                                                       | 1 – 1               | Videoton FC                                                             |
| ------------------------------------------------------------------------------ | ------------------- | ----------------------------------------------------------------------- |
| Berecz (1–0) 38' Korcsmár 23' Sağlık 34' Kleisz 52' Kleisz 73' Király B. 90+3' | (1 – 0) Jegyzőkönyv | 90+1' (1–1) Lazovics 10' Szolnoki R. 24' Fiola 79' Stopira 90+2' Hadžić |

| Illovszky Rudolf Stadion, Budapest Nézőszám: 5 045 Játékvezető: Iványi Zoltán (magyar) Asszisztensek: Horváth Róbert és Kormányos II. Gábor |

| 15. forduló 2016. november 5., szombat 18.00 (M4 Sport) |

| Újpest FC                            | 2 – 2               | Vasas SC                                                           |
| ------------------------------------ | ------------------- | ------------------------------------------------------------------ |
| Windecker (1–0) 34' Bardhi (2–1) 61' | (1 – 0) Jegyzőkönyv | 49' (1–1) 87' Saglik 76' (2–2) Korcsmár 32' Risztevszki 90+1' Vida |

| Széktói Stadion, Kecskemét Nézőszám: 1 442 Játékvezető: Solymosi Péter (magyar) Asszisztensek: Varga Zsolt és Albert István |

| 16. forduló 2016. november 19., szombat 18:00 |

| Vasas SC                                              | 2 – 2               | Ferencvárosi TC                                                                                                 |
| ----------------------------------------------------- | ------------------- | --- |
| Ferenczi (1–1) 88' • (2–2) 90+3' Vaskó 26' Sağlık 86′ | (0 – 1) Jegyzőkönyv | 9' (0–1) Djuricin 90+2' (11-esből) (1–2) Gera 12' Nagy 24' Djuricin 49′ Ramírez 52' Nalepa 68' Dilaver 72' Gera |

| Bozsik József Stadion, Budapest Nézőszám: 3 425 Játékvezető: Kassai Viktor (magyar) Asszisztensek: Ring György és Tóth II. Vencel |

| 17. forduló 2016. november 26., szombat 15:30 |

| Budapest Honvéd FC                                           | 2 – 1               | Vasas SC                                                       |
| ------------------------------------------------------------ | ------------------- | -------------------------------------------------------------- |
| Prosser (1–0) 81' Eppel (2–1) 90+1' Lovrics 33' Holender 48' | (0 – 0) Jegyzőkönyv | 71' (1–1) 85' Pavlov 35' Remili 61' Burmeister 90' Risztevszki |

| Bozsik József Stadion, Budapest Nézőszám: 2 908 Játékvezető: Iványi Zoltán (magyar) Asszisztensek: Berettyán Péter Varga Zsolt |

| 18. forduló 2016. december 3., szombat 15:30 |

| Vasas SC                                                            | 3 – 0               | Diósgyőri VTK           |
| ------------------------------------------------------------------- | ------------------- | ----------------------- |
| Németh M. (1–0) 58' Vaskó (2–0) 61' Berecz (3–0) 75' Burmeister 47' | (0 – 0) Jegyzőkönyv | 43' Lázár 63' Németh M. |

| Bozsik József Stadion, Budapest Nézőszám: 2 225 Játékvezető: Vad II. István (magyar) Asszisztensek: Erős Gábor és Kóbor Péter |

| 19. forduló 2016. december 10., szombat 15:30 |

| Paksi FC                                                               | 1 – 0               | Vasas SC                                                  |
| ---------------------------------------------------------------------- | ------------------- | --------------------------------------------------------- |
| Hahn (1–0) 43' Vernes 51' Gévay 59' Szakály 62' Lenzsér 79' Laczkó 87' | (1 – 0) Jegyzőkönyv | 51' Ádám 59' Remili 64' Burmeister 74' Korcsmár 89' Murka |

| Fehérvári úti stadion, Paks Nézőszám: 1 467 Játékvezető: Karakó Ferenc (magyar) Asszisztensek: Georgiou Theodos és Huszár Balázs |

| GK            | 1  | Molnár Péter          |          |
| V             | 5  | Gévay Zsolt           | 59'      |
| KP            | 8  | Kecskés Tamás         |          |
| CS            | 9  | Hahn János            | 46'      |
| KP            | 17 | Szakály Dénes         | 62', 83' |
| KP            | 21 | Papp Kristóf          |          |
| KP            | 26 | Bertus Lajos          |          |
| KP            | 29 | Koltai Tamás          | 68'      |
| V             | 30 | Szabó János           |          |
| KP            | 77 | Kulcsár Dávid         |          |
| V             | 96 | Lenzsér Bence         | 79'      |
| Cserék:       |    |                       |          |
| GK            | 25 | Székely György        |          |
| V             | 86 | Laczkó Zsolt 87', 83' |          |
| V             | 7  | Báló Tamás            |          |
| MF            | 70 | Vernes Richárd        | 51', 46' |
| CS            | 39 | Bartha László         | 68'      |
| CS            | 10 | Haraszti Zsolt        |          |
| Vezető edző:  |    |                       |          |
| Csertői Aurél |    |                       |          |

| GK              | 1  | Nagy Gergely       | 88'      |
| V               | 19 | Felix Burmeister   | 64'      |
| V               | 4  | Kire Risztevszki   |          |
| V               | 21 | Korcsmár Zsolt     | 74'      |
| CS              | 8  | Ádám Martin        | 51', 68' |
| KP              | 23 | Vida Máté          |          |
| MF              | 13 | Berecz Zsombor     |          |
| V               | 7  | Hangya Szilveszter |          |
| CS              | 10 | Remili Mohamed     | 59', 79' |
| CS              | 27 | Murka Benedek      | 89'      |
| CS              | 17 | Jevhen Pavlov      |          |
| Cserék:         |    |                    |          |
| GK              | 90 | Póser Dániel       |          |
| V               | 6  | Szivacski Donát    |          |
| V               | 89 | Debreceni András   |          |
| KP              | 77 | Czvitkovics Péter  |          |
| KP              | 12 | Király Botond      | 68'      |
| KP              | 20 | Kleisz Márk        |          |
| CS              | 39 | Ferenczi István    | 79'      |
| Vezető edző:    |    |                    |          |
| Michael Oenning |    |                    |          |

| 20. forduló 2017. március 16., csütörtök (pótidőpont) 17:30 (M4 Sport) |

| Vasas SC                                           | 2 – 3               | Swietelsky Haladás |
| -------------------------------------------------- | ------------------- | --- |
| Risztevszki (1–1) 47' Sağlık (2–3) 83' Nagy G. 54' | (0 – 1) Jegyzőkönyv | 25' (0–1) • 70' (1–3) Williams 51' (1–2) Kovács L. 23' Wils 30' Iszlai 54' Kovács 56' Devecseri 64' Rácz 90+1′ Halmosi |

| Szusza Ferenc Stadion, Budapest Nézőszám: 1 490 Játékvezető: Berke Balázs (magyar) Asszisztensek: Viszokai László és Georgiou Theodos |

| 21. forduló 2017. február 25., szombat 15:30 |

| Vasas SC                                | 1 – 1               | Gyirmót FC Győr                               |
| --------------------------------------- | ------------------- | --------------------------------------------- |
| Király (1–1) 80' Vaskó 38' Sağlık 90+3' | (0 – 1) Jegyzőkönyv | 25' (0–1) Novák 27' Simon 70' Vass 81' Bebeto |

| Szusza Ferenc Stadion, Budapest Nézőszám: 2 350 Játékvezető: Karakó Ferenc (magyar) Asszisztensek: Horváth Róbert és Buzás Balázs |

| 22. forduló 2017. március 4., szombat 15:30 |

| Mezőkövesd-Zsóry FC | 0 – 2               | Vasas SC                                                        |
| ------------------- | ------------------- | --------------------------------------------------------------- |
| Tóth 37' Farkas 50' | (0 – 1) Jegyzőkönyv | 20' (0–1) Risztevszki 50' (0–2) Berecz 48' Hangya 86' Manjrekar |

| Városi stadion, Mezőkövesd Nézőszám: 2 200 Játékvezető: Erdős József (magyar) Asszisztensek: Tóth II. Vencel és Szalai Dániel |

### Harmadik kör
| 23. forduló 2017. március 11., szombat 15:30 |

| MTK Budapest FC                             | 1 – 0               | Vasas SC     |
| ------------------------------------------- | ------------------- | ------------ |
| Ramos 14' (1–0) 42' Kolomojec 53' Kanta 69' | (1 – 0) Jegyzőkönyv | 42' Korcsmár |

| Hidegkuti Nándor Stadion, Budapest Nézőszám: 2 971 Játékvezető: Bognár Tamás (magyar) Asszisztensek: Albert István és Horváth Zoltán |

| 24. forduló 2017. április 1., szombat 18:00 |

| Vasas SC                                  | 2 – 3               | Debreceni VSC                                                        |
| ----------------------------------------- | ------------------- | -------------------------------------------------------------------- |
| Ádám (1–2) 45' (11-esből) Vaskó (2–2) 77' | (1 – 2) Jegyzőkönyv | 26' (0–1) Tőzsér 43' (0–2) Burmeister 88' (2–3) Könyves 44' Szatmári |

| Szusza Ferenc Stadion, Budapest Nézőszám: 2 459 Játékvezető: Pintér Csaba (magyar) Asszisztensek: Buzás Balázs és Medovarszki János |

Vasas: Nagy G. — Burmeister, Vaskó, Risztevszki — Berecz, Gaál, Manjrekar, Kleisz, Hangya — Remili, Ádám · Vezetőedző: Michael Oenning
A 26. percben Feltscher a Vasas kapujától 25 méterre passzolt balra Tőzsérnek, aki egy tolás után hatalmas erejű lapos lövést eresztett el kapu ellentétes oldalára, mely az elvetődő Nagy mellett a kapufáról bepattanva a kapuban kötött ki (0–1). Kettőre növelte előnyét a Loki, a 43. percben Szok jobb oldali beadását a menteni igyekvő Burmeister a saját kapujába vágta, öngól (0–2). Még az 1. félidő utolsó percében büntetőhöz jutott a Vasas, Risztevszki kapott egy indítást a 16-oson belül, de Szatmári felszabadító becsúszását szabálytalannak ítélte meg Pintér játékvezető, a tizenegyest Ádám Martin a balra vetődő Danilovics mellett félmagasan a kapu jobb oldalába helyezte (1–2). A 77. percben kiegyenlített a hazai csapat, a jobb oldalról elvégzett szögletrúgás után a labda Vaskó felé kanyarodott, aki 7 méterről felugorva bebólintotta azt a vetődő Danilovics mellett (2–2). A 83. percben ismét megszerezték a vezetést a debreceniek, Könyves kapott egy indítást a Vasas térfelének közepén bal szélen, majd becselezte magát egészen a büntetőterületen belülre, annak is a jobb szélére, ám 15 méterről a kapu bal oldala felé engedett el egy közepesen erős lövést, ami meglepte a Vasas kapusát is, így hiába vetődött rá, az a kapuban kötött ki, ezzel Könyves megszerezte élete első NB I-es gólját és egyúttal a vendégeknek a vezetést, egyúttal a győzelmet is (2–3).
Ha kettő kettő maradt volna a meccs végeredménye, valamivel elégedettebbek lennénk, hiszen kétgólos hátrányból álltunk fel, de a harmadik kapott gól elkeseredetté tesz bennünket. Ez a mi tanulópénzünk, különösen a fiatal játékosainknak. Az akarással nincs gond, újra bizonyítottuk, hogy vert helyzetből is talpra tudunk állni. Ez jó előjel a szerdai kupavisszavágó előtt. Tudjuk, honnan jöttünk, és tudjuk, mit akarunk elérni. Nem ígértük, hogy végig a mi fölényünk jellemzi a bajnokságot, ugyanakkor még semmi sem dőlt el.
A stratégia, amelyet kidolgoztunk, tökéletesen bevált. Kontraakciókkal játszottunk, mert tudtuk, hogy a Vasas jön előre, és üres helyeket hagy nekünk. Azt gondolom, jogos a győzelmünk. Az első félidőben jól védekeztünk, szereztünk két gólt, és további helyzeteket dolgoztunk ki. A második félidőben a Vasas nagy erővel támadott, de igazából csak kontratámadásokkal veszélyeztetett. A cseréink jól szálltak be, értékes és teljesen megérdemelt sikert arattunk.
| 25. forduló 2017. április 8., szombat 18:00 |

| Videoton FC                                               | 1 – 2               | Vasas SC                                                                                      |
| --------------------------------------------------------- | ------------------- | --------------------------------------------------------------------------------------------- |
| Burmeister (1–1) 45' Szolnoki 57' Lazovics 78′ Pátkai 80' | (1 – 1) Jegyzőkönyv | 6' (0–1) Remili 90+3' (1–2) Murka 27' Ádám 30' Risztevszki 82′ Manjrekar 68' Vaskó 78′ Hangya |

| Pancho Aréna, Felcsút Nézőszám: 2 469 Játékvezető: Szabó Zsolt (magyar) Asszisztensek: Ring György és Varga Zsolt |

| 26. forduló 2017. április 12., szerda 18:00 |

| Vasas SC                                                     | 2 – 3               | Újpest FC                                                    |
| ------------------------------------------------------------ | ------------------- | ------------------------------------------------------------ |
| Gaál (1–2) 54' Király (2–3) 87' Debreceni 32' Ferenczi 90+1' | (0 – 2) Jegyzőkönyv | 4' (0–1) Heris 45+1' (0–2) Balogh 60' (1–3) Mohl 39' Kecskés |

| Szusza Ferenc Stadion, Budapest Nézőszám: 1 100 Játékvezető: Andó-Szabó Sándor (magyar) |

| 27. forduló 2017. április 15., szombat 20:30 (tv: M4 Sport) |

| Ferencvárosi TC                                                            | 1 – 2               | Vasas SC                                                               |
| -------------------------------------------------------------------------- | ------------------- | ---------------------------------------------------------------------- |
| Sternberg 83' (1–0) 45+1' Dilaver 49' Böde 53' Nalepa 24′, 66′ Csukics 77' | (1 – 0) Jegyzőkönyv | 54' (1–1) Berecz 56' (1–2) Sağlık 45' Risztevszki 35' James 49' Remili |

| Groupama Aréna, Budapest Nézőszám: 5 044 Játékvezető: Farkas Ádám (21. percig, megsérült), Bognár Tamás (21. perctől) (magyar) Asszisztensek: Berettyán Péter és Horváth Róbert |

| Ferencváros | Vasas |

| K           | 31  | Holczer Ádám        |           |  |
| V           | 37  | Sternberg, Janek    | 45+1' 83' |  |
| V           | 27  | Nalepa, Michał      | 24′, 66′  |  |
| V           | 5   | Hüsing, Oliver      |           |  |
| V           | 8   | Lovrencsics Gergő   |           |  |
| KP          | 20  | Gera Zoltán         | 76'       |  |
| KP          | 66  | Dilaver, Emir       | 49' 76'   |  |
| KP          | 40  | Moutari, Amadou     |           |  |
| KP          | 11  | Bognár István       | 62'       |  |
| CS          | 97  | Varga Roland        | 81'       |  |
| CS          | 13  | Böde Dániel         | 53'       |  |
| Cserék:     |     |                     |           |  |
| GK          | 90  | Dibusz Dénes        |           |  |
| CS          | 3   | Kundrák Norbert     |           |  |
| CS          | 17  | Csernik Kornél      |           |  |
| V           | 21  | Botka Endre         | 76'       |  |
| KP          | 51  | Csonka Mátyás       |           |  |
| KP          | 6   | Kleinheisler László | 62'       |  |
| CS          | 30' | Csukics, Vladan     | 76' 77'   |  |
| Vezetőedző: |     |                     |           |  |
| Thomas Doll |     |                     |           |  |

| K               | 1  | Nagy Gergely      |         |
| V               | 21 | Korcsmár Zsolt    | 70'     |
| V               | 28 | Vaskó Tamás       |         |
| V               | 4  | Risztevszki, Kire | 45'     |
| KP              | 20 | Kleisz Márk       |         |
| KP              | 3  | James, Manjrekar  | 36' 57' |
| KP              | 13 | Berecz Zsombor    | 54'     |
| CS              | 27 | Murka Benedek     |         |
| CS              | 14 | Gaál Bálint       |         |
| CS              | 66 | Sağlık, Mahir     | 56' 85' |
| CS              | 10 | Remili Mohamed    | 50'     |
| Cserék:         |    |                   |         |
| GK              | 90 | Póser Dániel      |         |
| V               | 19 | Burmeister, Felix | 70'     |
| V               | 89 | Debreceni András  |         |
| CS              | 39 | Ferenczi István   |         |
| KP              | 12 | Király Botond     | 85'     |
| KP              | 6  | Szivacski Donát   |         |
| KP              | 23 | Vida Máté         | 57'     |
| Vezetőedző:     |    |                   |         |
| Michael Oenning |    |                   |         |

| 28. forduló 2017. április 22., szombat 20:30 (tv: M4 Sport) |

| Vasas SC                          | 1 – 0               | Budapest Honvéd FC    |
| --------------------------------- | ------------------- | --------------------- |
| Burmeister (1–0) 42' Korcsmár 62' | (1 – 0) Jegyzőkönyv | 8' Zsótér 45' Lovrics |

| Szusza Ferenc Stadion, Budapest Nézőszám: 4 854 Játékvezető: Erdős József (magyar) Asszisztensek: Király Krisztián és Huszár Balázs |

| Vasas | Honvéd |

| K               | 1  | Nagy Gergely       |       |
| V               | 19 | Felix Burmeister   |       |
| V               | 21 | Korcsmár Zsolt     | 62'   |
| V               | 28 | Vaskó Tamás        |       |
| V               | 23 | Vida Máté          |       |
| KP              | 20 | Kleisz Márk        |       |
| KP              | 7  | Hangya Szilveszter |       |
| KP              | 13 | Berecz Zsombor     |       |
| CS              | 27 | Murka Benedek      | 90+2' |
| CS              | 14 | Gaál Bálint        | 85'   |
| CS              | 66 | Mahir Sağlık       | 86'   |
| Cserék:         |    |                    |       |
| GK              | 90 | Póser Dániel       |       |
| V               | 89 | Debreceni András   |       |
| CS              | 39 | Ferenczi István    | 86'   |
| KP              | 12 | Király Botond      | 85'   |
| KP              | 6  | Szivacski Donát    |       |
| CS              | 17 | Jevhen Pavlov      |       |
| CS              | 70 | Kulcsár Tamás      | 90+2' |
| Vezetőedző:     |    |                    |       |
| Michael Oenning |    |                    |       |

| K           | 99 | Gróf Dávid          |         |
| V           | 25 | Lovrics, Ivan       | 45' 72' |
| V           | 24 | Đorđe Kamber        |         |
| V           | 36 | Baráth Botond       |         |
| KP          | 8  | Ikenne-King         |         |
| KP          | 6  | Gazdag Dániel       | 68'     |
| KP          | 26 | Hidi Patrik         |         |
| KP          | 23 | Zsótér Donát        | 8'      |
| KP          | 57 | Holender, Filip     | 74'     |
| CS          | 9  | Eppel Márton        |         |
| CS          | 7  | Lanzafame, Davide   |         |
| Cserék:     |    |                     |         |
| GK          | 18 | Horváth András      |         |
| V           | 2  | Bobál Dávid         | 72'     |
| V           | 89 | Villám Balázs       |         |
| KP          | 19 | Koszta Márk         | 68'     |
| KP          | 66 | Vasziljevics, Dusan |         |
| KP          | 77 | Nagy Gergő          |         |
| KP          | 92 | Balázs Zsolt        | 74'     |
| Vezetőedző: |    |                     |         |
| Marco Rossi |    |                     |         |

| 29. forduló 2017. április 29., szombat 18:00 |

| Diósgyőri VTK                                             | 2 – 1               | Vasas SC                                                     |
| --------------------------------------------------------- | ------------------- | ------------------------------------------------------------ |
| Szarka 34' (1–0) 6' Makrai (2–1) 85' Karan 25' Lipták 74′ | (1 – 0) Jegyzőkönyv | 71' (1–1) 76' Burmeister 32' James 42' Vaskó 57' Risztevszki |

| Városi stadion, Mezőkövesd Nézőszám: 3 656 Játékvezető: Kassai Viktor (magyar) Asszisztensek: Albert István és Buzás Balázs |

| 30. forduló 2017. május 6., szombat 18:00 |

| Vasas SC                     | 0 – 3               | Paksi FC                                                                 |
| ---------------------------- | ------------------- | ------------------------------------------------------------------------ |
| Risztevszki 30' Korcsmár 54' | (0 – 1) Jegyzőkönyv | 8' (0–1) Lenzsér 84' (0–2) Bartha 90+2' (0–3) Hahn 28' Gévay 31' Kulcsár |

| Szusza Ferenc Stadion, Budapest Nézőszám: 2 000 Játékvezető: Vad II. István (magyar) Asszisztensek: Georgiou Theodoros és Szalai Balázs |

| 31. forduló 2017. május 13., szombat 18:00 |

| Swietelsky Haladás                  | 2 – 2               | Vasas SC                                                    |
| ----------------------------------- | ------------------- | ----------------------------------------------------------- |
| Iszlai (1–1) 49' Schimmer (2–2) 89' | (0 – 1) Jegyzőkönyv | 36' (0–1) Burmeister 72' (1–2) Gaál 30' Korcsmár 65' Hangya |

| Soproni városi stadion, Szombathely Nézőszám: 2 435 Játékvezető: Vad II. István (magyar) Asszisztensek: Albert István és Medovarszki János |

| 32. forduló 2017. május 20., szombat 18:00 |

| Gyirmót FC Győr                                                           | 1 – 2               | Vasas SC                          |
| ------------------------------------------------------------------------- | ------------------- | --------------------------------- |
| Csiki (1–1) 55' Radeljics 42' Présinger 53' Szilánszki 79′ Bojovics 90+2' | (0 – 1) Jegyzőkönyv | 9' (0–1) Kulcsár 67' (1–2) Berecz |

| Alcufer stadion, Győr Nézőszám: 500 Játékvezető: Solymosi Péter (magyar) Asszisztensek: Farkas Balázs és Huszár Balázs |

| 33. forduló 2017. május 27., szombat 19:00 |

| Vasas SC  | 1 – 1               | Mezőkövesd-Zsóry FC |
| --------- | ------------------- | ------------------- |
| Vaskó 79' | (0 – 0) Jegyzőkönyv | Fótyik 41′ Vági 49' |

| Szusza Ferenc Stadion, Budapest Nézőszám: 2 400 Játékvezető: Berke Balázs (magyar) Asszisztensek: Király Krisztián, Varga Gábor |

## Magyar kupa

### 6. forduló
| 6. forduló 2016. szeptember 14., szerda 15:30 |

| Testvériség (NB IV) | 0 – 4               | Vasas SC                                                                        |
| ------------------- | ------------------- | ------------------------------------------------------------------------------- |
|                     | (0 – 1) Jegyzőkönyv | 25' (0–1) Korcsmár 51' (0–2) Manjrekar 79' (0–3) Ferenczi 86' (0–4) Czvitkovics |

| Barátság Sporttelep, Budapest Nézőszám: 800 Játékvezető: Lovas László (magyar) Asszisztensek: Flinta Zoltán és Pogonyi Ferenc |

Vasas: Póser — Preklet, Vaskó, Korcsmár — Osváth, Czvitkovics, James, Murka — Király, Pavlov, Remili

### 7. forduló
| 7. forduló 2016. október 26., szerda 13:30 |

| Csorna (NB III)                                    | 2 – 7               | Vasas SC |
| -------------------------------------------------- | ------------------- | --- |
| Kerékgyártó (1–5) 71' Folmer (2–7) 90' Császár 49' | (0 – 3) Jegyzőkönyv | 16' (0–1) Korcsmár 35' (0–2) Hangya 40' (0–3) Vaskó 50' (0–4) • 74' (1–6) Ferenczi 60' (0–5) • 76' (1–7) Sağlık |

| Kocsis István Városi Sporttelep, Csorna Nézőszám: 400 Játékvezető: Gaál Ákos (magyar) Asszisztensek: Huszár Balázs és Kóbor Péter |

Vasas: Póser — Burmeister, Vaskó , Ristevski — Osváth, Korcsmár, Berecz, Hangya — Kulcsár, Ferenczi, Király

### 8. forduló
| 8. forduló 2016. november 29., kedd 18:00 |

| Győri ETO FC (NB III)                                  | 2 – 3               | Vasas SC                                                         |
| ------------------------------------------------------ | ------------------- | ---------------------------------------------------------------- |
| Rácz (1–1) 39' Szabo (2–1) 46' Varga R. 53' Németh 58' | (1 – 1) Jegyzőkönyv | 11' (0–1) Sağlık 79' (2–2) Remili 90+1' (3–2) Pavlov 61' Kulcsár |

| ETO Park, Győr Játékvezető: Zierkelbach Péter (magyar) Asszisztensek: Iványi Zoltán és Szécsényi István |

Vasas: Nagy — Burmeister, Debreceni, Ristevski — Kleisz, Korcsmár, Berecz, Hangya — Ádám, Saglik, Remili

### Nyolcaddöntők

#### 1. mérkőzés
| Nyolcaddöntő (9. forduló), 1. mérkőzés 2017. február 11., szombat 14:00 |

| Dorogi FC (NB II)                 | 1 – 2               | Vasas SC                                                      |
| --------------------------------- | ------------------- | ------------------------------------------------------------- |
| Mészáros 16' (1–1) 30' Hauser 59' | (1 – 1) Jegyzőkönyv | 4' (0–1) 89' Sağlık 53' (1–2) Murka 54' Hangya 77' Burmeister |

| Buzánszky Jenő Stadion, Dorog Nézőszám: 1 500 Játékvezető: Gyarmati II Tibor (magyar) Asszisztensek: Ring György és Horváth Zoltán |

Vasas: Póser — Burmeister, Vaskó (csk), Risztevszki — Murka, James, Berecz, Hangya — Ádám, Saglik, Gaál

#### Visszavágó
| Nyolcaddöntő (10. forduló), visszavágó 2017. február 28., kedd 14:30 |

| Vasas SC                                                                  | 4 – 0               | Dorogi FC (NB II) |
| ------------------------------------------------------------------------- | ------------------- | ----------------- |
| Berecz (1–0) 10' Kleisz (2–0) 42' Sağlık (3–0) 48' * (4–0) 59' (11-esből) | (2 – 0) Jegyzőkönyv | 56' Perovics      |

| Szusza Ferenc Stadion, Budapest Játékvezető: Nagy Róbert (magyar) Asszisztensek: Varga Zsolt és Márkus Tamás |

Vasas: Póser — Debreceni, Korcsmár, Ristevksi — Szivacski, Berecz, Kleisz, Hangya — Ádám, Saglik, Remili
Továbbjutott: a Vasas kettős győzelemmel, 6–1-es összesítéssel.

### Negyeddöntő

#### 1. mérkőzés
| Negyeddöntő (11. forduló), 1. mérkőzés 2017. március 29., szerda 20:00 |

| Újpest FC                                                            | 1–2               | Vasas SC                                    |
| -------------------------------------------------------------------- | ----------------- | ------------------------------------------- |
| Lázok J. 4' Mohl D. 6' Diarra S. 37' Heris J. 75' Kálnoki Kis D. 90′ | (1–0) Jegyzőkönyv | James M. 38' 62' Vaskó T. 41' Remili M. 86' |

| Szusza Ferenc Stadion, Budapest Nézőszám: 1733 Játékvezető: Vad II István (magyar) Asszisztensek: Ring György Tóth II Vencel |

#### Visszavágó
| Negyeddöntő (12. forduló), visszavágó 2017. április 5., szerda 20:30 |

| Vasas SC                 | 0–1                | Újpest FC                  |
| ------------------------ | ------------------ | -------------------------- |
| Gaál B. 49' James M. 66' | (0–1–) Jegyzőkönyv | Nemanja A. 45+2' Heris 81' |

| Hidegkuti Nándor Stadion, Budapest Nézőszám: 1300 Játékvezető: Szőts Gergely (magyar) |

Továbbjutott: a Vasas idegenben lőtt több góllal, 2–2-es összesítéssel.

### Elődöntő

#### 1. mérkőzés
| Elődöntő (13. forduló), 1. mérkőzés 2017. április 26., szerda 16:00 |

| Vasas SC                                   | 2–0               | Mezőkövesdi SE              |
| ------------------------------------------ | ----------------- | --------------------------- |
| Berecz Zs. 45+1' (11-esből) Kulcsár T. 49' | (1–0) Jegyzőkönyv | Egerszegi T. 45' Diallo 53' |

| Hidegkuti Nándor Stadion, Budapest Játékvezető: Solymosi Péter (magyar) |

#### Visszavágó
| Negyeddöntő (14. forduló), visszavágó 2017. május 17., szerda 20:00 (tv: M4 Sport) |

| Mezőkövesd-Zsóry FC                      | 0 – 5               | Vasas SC                                                                                           |
| ---------------------------------------- | ------------------- | -------------------------------------------------------------------------------------------------- |
| Tóth B. 32' Farkas 51' Veszelinovics 52' | (0 – 2) Jegyzőkönyv | 4' (0–1) Berecz 27' (0–2) Kulcsár 68' (0–3) Sağlık 71' (0–4) Ádám 86' (0–5) Hangya 52' Risztevszki |

| Városi stadion, Mezőkövesd Nézőszám: 1 105 Játékvezető: Pintér Csaba (magyar) Asszisztensek: Szert Balázs és Farkas Balázs |

Továbbjutott: a Vasas kettős győzelemmel, 7–0-s összesítéssel.

### Döntő
| Döntő 2017. május 31., szerda 19:00 (tv: M4 Sport) |

| Vasas SC          | 1 – 1 (h. u. 1 – 1) (t. 4 – 5) | Ferencvárosi TC    |
| ----------------- | ------------------------------ | ------------------ |
| Kulcsár (1–1) 47' | (0 – 1) Jegyzőkönyv Részletek  | 26' (0–1) Varga R. |

| Groupama Aréna, Budapest Nézőszám: 14 970 Játékvezető: Solymosi Péter (magyar) Asszisztensek: Albert István és Buzás Balázs |

## Statisztikák
Utolsó elszámolt mérkőzés: 2017. március 11.

### Kiírások
Dőlttel a jelenleg még le nem zárult kiírásokat illetve az azokban elért helyezést jelöltük.
| Kiírás        | Statisztikák | Statisztikák | Statisztikák | Statisztikák | Statisztikák | Statisztikák | Statisztikák | Kezdő forduló/ helyezés  | Végső forduló/ helyezés | Mérkőzések dátumai | Mérkőzések dátumai | Mérkőzések dátumai |
| Kiírás        | M            | GY           | D            | V            | LG–KG        | GK           | GÁ           | Kezdő forduló/ helyezés  | Végső forduló/ helyezés | Első               | Utolsó             | Következő          |
| ------------- | ------------ | ------------ | ------------ | ------------ | ------------ | ------------ | ------------ | ------------------------ | ----------------------- | ------------------ | ------------------ | ------------------ |
| OTP Bank Liga | 33           | 15           | 07           | 11           | 50 – 40      | +10          | 1,52         | 2.                       | Bronz                   | 2016. 07. 17.      | 2017. 05. 27.      | —                  |
| Magyar kupa   | 10           | 08           | 01           | 01           | 30 – 08      | +22          | 3,00         | 6. forduló (legjobb 128) | Döntő Ezüst             | 2016. 09. 14.      | 2017. 05. 31.      | —                  |
| Összesen      | 43           | 23           | 08           | 12           | 80 – 48      | +32          | 1,86         |                          |                         |                    |                    |                    |

### Összesített statisztika
A felkészülési mérkőzéseket nem vettük figyelembe.
| Lejátszott mérkőzés           | 28 (23 OTP Bank Liga, 5 Magyar kupa) |
| Győzelem                      | 15 (16 OTP Bank Liga, 5 Magyar kupa) |
| Döntetlen                     | 5 (5 OTP Bank Liga, 0 Magyar kupa) |
| Vereség                       | 7 (7 OTP Bank Liga, 0 Magyar kupa) |
| Szerzett gól                  | 55 (35 OTP Bank Liga, 20 Magyar kupa) |
| Kapott gól                    | 28 (23 OTP Bank Liga, 5 Magyar kupa) |
| Gólkülönbség                  | +27 |
| Sárga lap                     | 59 (55 OTP Bank Liga, 4 Magyar kupa) |
| Kiállítás                     | 2 (2 OTP Bank Liga, 0 Magyar kupa) |
| Legnagyobb arányú győzelem    | 7–2 Csorna, idegenben (2016. 10. 26., Kupa 7. forduló) |
| Legnagyobb arányú vereség     | 1–2 Honvéd, idegenben (2016. 11. 26., OTP Bank Liga 17. forduló) 0–1 Újpest, otthon (2016. 08. 06., OTP Bank Liga 4. forduló), Haladás, idegenben (2016. 09. 17., OTP Bank Liga 9. forduló), Gyirmót, idegenben (2016. 09. 21., OTP Bank Liga 10. forduló), Paks, idegenben (2016. 12. 10., OTP Bank Liga 19. forduló), MTK, idegenben (2017. 03. 11., OTP Bank Liga 23. forduló) |
| Legmagasabb hazai nézőszám    | 5 045, Videoton (2016. 10. 29., OTP Bank Liga, 14. forduló) |
| Legalacsonyabb hazai nézőszám | 1 490, Haladás (2017. 03. 16., OTP Bank Liga, 20. forduló) |
| Góllövőlista                  | 11 gól: Mahir Sağlık (5 bajn., 6 kupa) |
| Pont*                         | 38 pont a megszerezhető 69-ből (55,1%) |

* OTP Bank Liga kiírásban.

### Góllövőlista
A táblázat a felkészülési mérkőzéseken esett találatokat nem tartalmazza.
| Játékos                                     | Összesen | Gólok száma   | Gólok száma |
| Játékos                                     | Összesen | OTP Bank Liga | Magyar kupa |
| ------------------------------------------- | -------- | ------------- | ----------- |
| Összesen                                    | 55       | 35            | 20          |
| Sağlık, Mahir                               | 11       | 5             | 6           |
| Ádám Martin                                 | 6        | 6             | 0           |
| Berecz Zsombor                              | 5        | 4             | 1           |
| Ferenczi István                             | 5        | 2             | 3           |
| Vaskó Tamás                                 | 5        | 4             | 1           |
| Korcsmár Zsolt                              | 4        | 2             | 2           |
| Pavlov, Jevhen                              | 4        | 3             | 1           |
| Remili Mohamed                              | 3        | 2             | 1           |
| Murka Benedek                               | 2        | 1             | 1           |
| Risztevszki, Kire                           | 2        | 2             | 0           |
| Hangya Szilveszter                          | 1        | 0             | 1           |
| Király Botond                               | 1        | 1             | 0           |
| Kleisz Márk                                 | 1        | 0             | 1           |
| Kulcsár Tamás                               | 1        | 1             | 0           |
| Manjrekar James                             | 1        | 0             | 1           |
| Vida Máté                                   | 1        | 1             | 0           |
| öngól                                       | 1        | 1             | 0           |
| Már nem tagjai az aktuális játékoskeretnek: |          |               |             |
| Czvitkovics Péter                           | 1        | 0             | 1           |

### Keret statisztika
A teljes keret 2017. április 29-én a  DVTK elleni mérkőzés után frissítve
| Mezszám       | Név                | Nemzet  | Poszt(ok) | Szül. év (kor)                 | Pályára lépések | Gólok   | sárga lapok | piros lapok |         |
| Kapusok       | Kapusok            | Kapusok | Kapusok   | Kapusok                        | Kapusok         | Kapusok | Kapusok     | Kapusok     | Kapusok |
| ------------- | ------------------ | ------- | --------- | ------------------------------ | --------------- | ------- | ----------- | ----------- | ------- |
| 1             | Nagy Gergely       | HUN     | K         | 1994. május 27. (30 éves)      | 24              | 0       | 2           | 0           |         |
| 90            | Póser Dániel       | HUN     | K         | 1990. január 12. (35 éves)     | 4               | 0       | 0           | 0           |         |
| 33            | Vukašin Poleksić   | MNE     | K         | 1982. augusztus 30. (42 éves)  | 4               | 0       | 0           | 0           |         |
| Védők         |                    |         |           |                                |                 |         |             |             |         |
| 19            | Felix Burmeister   | GER     | V         | 1990. március 9. (35 éves)     | 24              | 2       | 5           | 0           |         |
| 89            | Debreceni András   | HUN     | V         | 1989. április 21. (35 éves)    | 16              | 0       | 3           | 0           |         |
| 21            | Korcsmár Zsolt     | HUN     | V         | 1989. január 12. (36 éves)     | 19              | 2       | 6           | 0           |         |
| 3             | Manjrekar James    | CAN     | V         | 1993. augusztus 5. (31 éves)   | 9               | 0       | 7           | 1           |         |
| 4             | Kire Risztevszki   | MKD     | V         | 1990. október 22. (34 éves)    | 27              | 3       | 5           | 0           |         |
| 28            | Vaskó Tamás        | HUN     | V         | 1987. március 17. (38 éves)    | 20              | 4       | 6           | 0           |         |
| Középpályások |                    |         |           |                                |                 |         |             |             |         |
| 7             | Hangya Szilveszter | HUN     | KP        | 1989. május 4. (35 éves)       | 27              | 0       | 2           | 1           |         |
| 6             | Szivacski Donát    | HUN     | KP        | 1997. január 18. (28 éves)     | 16              | 0       | 4           | 0           |         |
| 12            | Király Botond      | HUN     | KP        | 1994. október 26. (30 éves)    | 9               | 2       | 1           | 0           |         |
| 20            | Kleisz Márk        | HUN     | KP        | 1996. március 8. (29 éves)     | 22              | 1       | 4           | 0           |         |
| 23            | Vida Máté          | HUN     | KP        | 1996. március 8. (29 éves)     | 21              | 1       | 4           | 0           |         |
| 13            | Berecz Zsombor     | HUN     | KP        | 1995. december 13. (29 éves)   | 27              | 5       | 6           | 1           |         |
| Csatárok      |                    |         |           |                                |                 |         |             |             |         |
| 8             | Ádám Martin        | HUN     | CS        | 1994. november 6. (30 éves)    | 24              | 7       | 6           | 0           |         |
| 10            | Remili Mohamed     | HUN     | CS        | 1977. szeptember 14. (47 éves) | 26              | 3       | 5           | 0           |         |
| 14            | Gaál Bálint        | HUN     | CS        | 1991. július 14. (33 éves)     | 9               | 1       | 0           | 0           |         |
| 17            | Jevhen Pavlov      | UKR     | CS        | 1991. március 12. (34 éves)    | 19              | 3       | 1           | 0           |         |
| 29            | Murka Benedek      | HUN     | CS        | 1997. szeptember 10. (27 éves) | 17              | 2       | 1           | 0           |         |
| 39            | Ferenczi István    | HUN     | CS        | 1977. szeptember 14. (47 éves) | 6               | 2       | 1           | 0           |         |
| 66            | Mahir Sağlık       | TUR     | CS        | 1983. január 18. (42 éves)     | 22              | 6       | 3           | 1           |         |
| 70            | Kulcsár Tamás      | HUN     | CS        | 1982. október 13. (42 éves)    | 8               | 1       | 1           | 0           |         |

## Nézőszámok
Az alábbi táblázatban a Vasas SC 2016–17-es szezonjának nézőszámai szerepelnek.
A táblázat nem tartalmazza a felkészülési mérkőzéseket.
      OTP Bank Liga
      Magyar kupa
      Bajnokok ligája
      Európa-liga
| Időpont       | Kiírás, forduló                                | Ellenfél     | Nézőszám  | Helyszín                        |
| 2016. 07. 17. | OTP Bank Liga, 1. forduló                      | MTK          | 0638 fő   | Dunaferr Aréna                  |
| 2016. 07. 24. | OTP Bank Liga, 2. forduló                      | Debrecen     | 02 692 fő | Illovszky Rudolf Stadion        |
| 2016. 07. 31. | OTP Bank Liga, 3. forduló                      | Videoton     | 01 901 fő | Pancho Aréna                    |
| 2016. 08. 06. | OTP Bank Liga, 4. forduló                      | Újpest       | 04 629 fő | Illovszky Rudolf Stadion        |
| 2016. 08. 13. | OTP Bank Liga, 5. forduló                      | Ferencváros  | 06 843 fő | Groupama Aréna                  |
| 2016. 08. 17. | OTP Bank Liga, 6. forduló                      | Honvéd       | 04 375 fő | Illovszky Rudolf Stadion        |
| 2016. 08. 21. | OTP Bank Liga, 7. forduló                      | DVTK         | 02 873 fő | DVTK-stadion                    |
| 2016. 09. 10. | OTP Bank Liga, 8. forduló                      | Paks         | 03 612 fő | Illovszky Rudolf Stadion        |
| 2016. 09. 14. | Magyar labdarúgókupa, 6. forduló               | Testvériség  | 0800 fő   | Barátság Sporttelep             |
| 2016. 09. 17. | OTP Bank Liga, 9. forduló                      | Haladás      | 02 136 fő | Soproni városi stadion          |
| 2016. 09. 21. | OTP Bank Liga, 10. forduló                     | Gyirmót      | 0800 fő   | Alcufer stadion                 |
| 2016. 09. 24. | OTP Bank Liga, 11. forduló                     | Mezőkövesd   | 02 832 fő | Illovszky Rudolf Stadion        |
| 2016. 10. 15. | OTP Bank Liga, 12. forduló                     | MTK          | 03 754 fő | Illovszky Rudolf Stadion        |
| 2016. 10. 22. | OTP Bank Liga, 13. forduló                     | Debrecen     | 03 723 fő | Nagyerdei stadion               |
| 2016. 10. 26. | Magyar labdarúgókupa, 7. forduló               | Csorna       | 0400 fő   | Kocsis István Városi Sporttelep |
| 2016. 10. 29. | OTP Bank Liga, 14. forduló                     | Videoton     | 05 045 fő | Illovszky Rudolf Stadion        |
| 2016. 11. 05. | OTP Bank Liga, 15. forduló                     | Újpest       | 01 442 fő | Szusza Ferenc Stadion           |
| 2016. 11. 19. | OTP Bank Liga, 16. forduló                     | Ferencváros  | 03 425 fő | Illovszky Rudolf Stadion        |
| 2016. 11. 26. | OTP Bank Liga, 17. forduló                     | Honvéd       | 02 908 fő | Bozsik József Stadion           |
| 2016. 11. 29. | Magyar labdarúgókupa, 8. forduló               | Győri ETO FC |           | ETO Park                        |
| 2016. 12. 03. | OTP Bank Liga, 18. forduló                     | DVTK         | 02 225 fő | Bozsik József Stadion           |
| 2016. 12. 10. | OTP Bank Liga, 19. forduló                     | Paks         | 01 467 fő | Fehérvári úti stadion           |
| 2017. 02. 11. | Magyar labdarúgókupa nyolcaddöntő, 1. mérkőzés | Dorogi FC    | 01 500 fő | Buzánszky Jenő Stadion          |
| 2017. 02. 25. | OTP Bank Liga, 21. forduló                     | Gyirmót      | 02 350 fő | Bozsik József Stadion           |
| 2017. 02. 28. | Magyar labdarúgókupa nyolcaddöntő, visszavágó  | Dorogi FC    |           | Szusza Ferenc Stadion           |
| 2017. 03. 04. | OTP Bank Liga, 22. forduló                     | Mezőkövesd   | 02 200 fő | Városi stadion                  |
| 2017. 03. 11. | OTP Bank Liga, 23. forduló                     | MTK          | 02 971 fő | Dunaferr Aréna                  |
| 2017. 03. 16. | OTP Bank Liga, 20. forduló                     | Haladás      | 01 490 fő | Bozsik József Stadion           |
| 2017. 03. 29. | Magyar labdarúgókupa negyeddöntő, 1. mérkőzés  | Újpest FC    | 01 733 fő | Szusza Ferenc Stadion           |
| 2017. 04. 01. | OTP Bank Liga, 24. forduló                     | Debrecen     | 02 459 fő | Szusza Ferenc Stadion           |
| 2017. 04. 05. | Magyar labdarúgókupa negyeddöntő, visszavágó   | Újpest FC    | 01 300 fő | Hidegkuti Nándor Stadion        |
| 2017. 04. 08. | OTP Bank Liga, 25. forduló                     | Videoton     | 02 469 fő | Pancho Aréna                    |
| 2017. 04. 12. | OTP Bank Liga, 26. forduló                     | Újpest       | 01 100 fő | Bozsik József Stadion           |
| 2017. 04. 15. | OTP Bank Liga, 27. forduló                     | Ferencváros  | 05 044 fő | Groupama Aréna                  |
| 2017. 04. 22. | OTP Bank Liga, 28. forduló                     | Honvéd       | 04 854 fő | Szusza Ferenc Stadion           |
| 2017. 04. 29. | OTP Bank Liga, 29. forduló                     | DVTK         |           | DVTK-stadion                    |
| 2017. 05. 06. | OTP Bank Liga, 30. forduló                     | Paks         |           | Szusza Ferenc Stadion           |
| 2017. 05. 13. | OTP Bank Liga, 31. forduló                     | Haladás      |           | Soproni városi stadion          |
| 2017. 05. 20. | OTP Bank Liga, 32. forduló                     | Gyirmót      |           | Alcufer stadion                 |
| 2017. 05. 27. | OTP Bank Liga, 33. forduló                     | Mezőkövesd   |           | Szusza Ferenc Stadion           |

## A bajnokság végeredménye
| #   | Csapat                  | M  | GY | D  | V  | G+ – G– | GK  | P  | Megjegyzések                    |
| --- | ----------------------- | -- | -- | -- | -- | ------- | --- | -- | ------------------------------- |
| 1.  | Budapest Honvéd (B) (I) | 33 | 20 | 5  | 8  | 55–30   | +25 | 65 | Bajnokok Ligája 2. selejtezőkör |
| 2.  | Videoton FC (I)         | 33 | 18 | 8  | 7  | 65–27   | +38 | 62 | Európa Liga 1. selejtezőkör     |
| 3.  | Vasas SC (I)            | 33 | 15 | 7  | 11 | 46–40   | +6  | 52 | Európa Liga 1. selejtezőkör     |
| 4.  | Ferencvárosi TC (I)     | 33 | 14 | 10 | 9  | 54–44   | +10 | 52 | Európa Liga 1. selejtezőkör     |
| 5.  | Paksi FC                | 33 | 11 | 12 | 10 | 41–37   | +4  | 45 |                                 |
| 6.  | Swietelsky Haladás      | 33 | 12 | 7  | 14 | 42–46   | −4  | 43 |                                 |
| 7.  | Újpest FC               | 32 | 10 | 12 | 10 | 47–53   | −6  | 42 |                                 |
| 8.  | Debreceni VSC           | 33 | 11 | 8  | 14 | 41–45   | −4  | 41 |                                 |
| 9.  | Mezőkövesd Zsóry FC Ú   | 33 | 10 | 10 | 13 | 39–54   | −15 | 40 |                                 |
| 10. | Diósgyőri VTK           | 33 | 10 | 7  | 16 | 38–58   | −20 | 37 |                                 |
| 11. | MTK Budapest (K)        | 33 | 8  | 13 | 12 | 26–36   | −10 | 37 | NB II                           |
| 12. | Gyirmót FC Győr Ú (K)   | 33 | 5  | 9  | 19 | 23–51   | −28 | 24 | NB II                           |

Utolsó frissítés: 2017. május 27. 
Forrás: mlsz.hu - tabella 
A rangsorolás alapszabályai: 1. összpontszám; 2. a bajnokságban elért több győzelem; 3. a bajnoki mérkőzések gólkülönbsége; 4. a bajnoki mérkőzéseken rúgott több gól; 5. az egymás ellen játszott bajnoki mérkőzések pontkülönbsége; 6. az egymás ellen játszott bajnoki mérkőzések gólkülönbsége; 7. az egymás ellen játszott bajnoki mérkőzéseken az idegenben lőtt több gól; 8. a bajnokság fair play értékelésében elért jobb helyezés; 9. sorsolás.
(B): Bajnokcsapat, (K): Kieső csapat, (F): Feljutó csapat, (I): Kupainduló, (R): A rájátszás győztese, (KGY): Kupagyőztes

A Budapest Honvéd, mint a bajnokság győztese, a Bajnokok Ligája 2. selejtezőkörének, a Videoton FC, mint a bajnokság ezüstérmese, míg a Vasas SC, mint a bajnokság bronzérmese, valamint a Ferencvárosi TC, mint a Magyar Kupa győztese, az Európa Liga 1. selejtezőkörének résztvevője.